# Liste der Universitäten in der Volksrepublik China

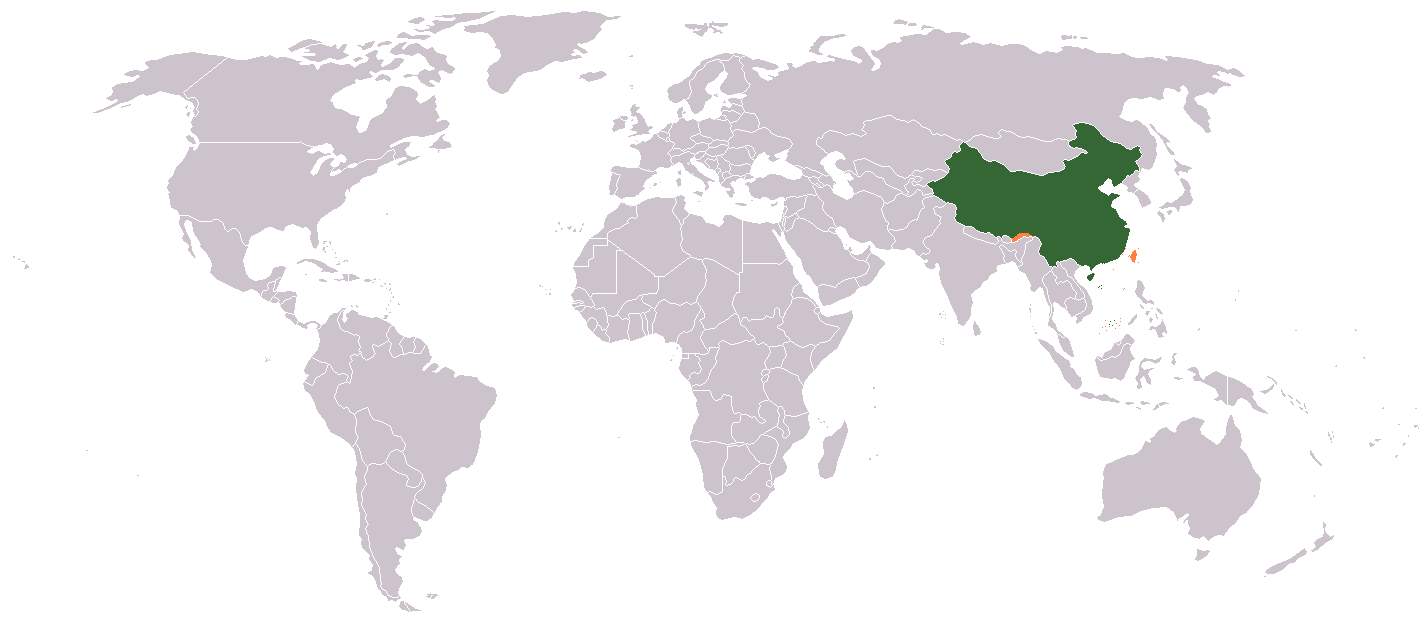
Übersichtskarte China

Dies ist eine Liste der Hochschulen und Universitäten in der Volksrepublik China (chinesisch 中华人民共和国大学名单) unter Ausschluss der Sonderverwaltungszonen Hongkong und Macau. Nach Angaben des Bildungs- und Erziehungsministeriums der Volksrepublik China gab es 2914 Hochschulen und Universitäten im Jahr 2017. Diese Zahl schließt Stätten der Erwachsenenbildung, Universitäten und Hochschulen der Volksbefreiungsarmee und Parteihochschulen nicht mit ein. Nachfolgende Liste umfasst eine Auswahl der wichtigsten Hochschulen und Universitäten.

## Peking
- Chinesische Universität für Geowissenschaften (中国地质大学);
- Chinesische Universität für Politikwissenschaft und Recht (中国政法大学);
- Chinesische Volksuniversität (中国人民大学);
- Filmhochschule Peking (北京电影学院);
- Hauptstadt-Universität für Wirtschaft und Handel (首都经济贸易大学);
- Landwirtschaftliche Universität Chinas (中国农业大学);
- Pädagogische Universität Peking (北京师范大学) (gegründet 1902);
- Peking-Universität, (北京大学) (gegründet 1898);
- Pekinger Fremdsprachenuniversität (北京外国语大学);
- Polytechnische Universität Peking (北京工业大学);
- Technische Universität Peking (北京理工大学);
- Tsinghua-Universität (清华大学) (gegründet 1911);
- Universität für Außenwirtschaft und Handel (对外经济贸易大学) (gegründet 1951);
- Universität für Chemieingenieurwesen Peking (北京化工大学);
- Universität für Informationswissenschaft und Technik Peking (北京信息科技大学);
- Universität für Luft- und Raumfahrt Peking, (北京航空航天大学);
- Universität für Sprache und Kultur Peking (北京语言大学);
- Universität für Wissenschaft und Technik Peking (北京科技大学);
- Zentrale Nationalitäten-Universität (中央民族大学);
- Zweite Pekinger Fremdsprachenhochschule (北京第二外国语学院);

- Chinesische Jugendhochschule für Politik (中国政治青年学院);
- Chinesische Musikhochschule (中国音乐学院);
- Chinesische Universität für Erdölwesen (Peking) (中国石油大学（北京）) in Peking;
- Chinesische Universität für Medienkommunikation (中国传媒大学);
- Forstwirtschaftliche Universität Peking (北京林业大学);
- Hochschule für Auswärtige Angelegenheiten (外交学院);
- Hochschule für Internationale Beziehungen (国际关系学院);
- Hochschule für Modedesign Peking (北京服装学院);
- Jiaotong-Universität Peking (北京交通大学);
- Pädagogische Hauptstadt-Universität (首都师范大学);
- Peking Union Medical College (北京协和医学院);
- Sport-Universität Peking (北京体育大学);
- Tanzhochschule Peking (北京舞蹈学院);
- Universität der Chinesischen Akademie der Wissenschaften (中国科学院大学);
- Universität für Industrie und Handel Peking (北京工商大学);
- Universität für Post- und Fernmeldewesen Peking (北京邮电大学);
- Universität für Traditionelle Chinesische Medizin und Pharmakologie Peking (北京中医药大学);
- Chinesische Zentralakademie der Bildenden Kunst (中央美术学院);
- Zentrale Hochschule für Dramaturgie (中央戏剧学院);
- Zentrale Musikhochschule (中央音乐学院);
- Zentrale Universität für Finanzwesen und Wirtschaft (中央财经大学);
- Zentrale Rundfunk- und Fernsehuniversität (中央广播电视大学).

## Shanghai

### Mitglied desProjekt 985undProjekt 211
- Fudan-Universität (复旦大学);[3][4]
- Jiaotong-Universität Shanghai (上海交通大学);[3][4]
- Tongji-Universität (同济大学);[3][4]
- Pädagogische Universität Ostchina (华东师范大学);[3][4]

### Mitglied des Projekt 211
- Fremdsprachenuniversität Shanghai (上海外国语大学);[3][4]
- Ostchina-Universität (东华大学);[3][4]
- Shanghai-Universität (上海大学);[4]
- Technische Universität Ostchinas (华东理工大学);[3][4]
- Universität für Finanzwesen und Wirtschaft Shanghai (上海财经大学);[4]
- Zweite Militärmedizinische Universität (第二军医大学);[4]

### Weitere Universitäten
- ShanghaiTech University (上海科技大学);
- China Europe International Business School (中欧国际工商学院);[4]
- Chinesisch-Deutsches Hochschulkolleg (中德学院);
- Hochschule für Angewandte Technik Shanghai (上海应用技术学院);
- Technische Universität Shanghai, (上海理工大学);[4]
- Hochschule für Außenhandel Shanghai (上海对外贸易学院);[4]
- Hochschule für Dramaturgie Shanghai (上海戏剧学院);
- Hochschule für Elektroenergie Shanghai, (上海电力学院);[4]
- Musikhochschule Shanghai (上海音乐学院);[4]
- Ostchinesische Universität für Politikwissenschaft und Recht, (华东政法大学);
- Ozean-Universität Shanghai (上海海洋大学);
- Pädagogische Universität Shanghai (上海师范大学);[4]
- Sanda-Hochschule Shanghai (上海杉达学院);
- Sporthochschule Shanghai (上海体育学院);
- Universität für Ingenieurwissenschaften Shanghai (上海工程技术大学);
- Universität für Seewesen Shanghai (上海海事大学);
- Universität für Traditionelle Chinesische Medizin und Pharmakologie Shanghai (上海中医药大学);[4]
- Zollhochschule Shanghai (上海海关学院);

## Tianjin
- Fremdsprachenuniversität Tianjin (天津外国语大学);
- Hochschule der Künste Tianjin (天津美术学院);
- Landwirtschaftliche Hochschule Tianjin (天津农学院);
- Medizinische Universität Tianjin (天津医科大学);
- Musikhochschule Tianjin (天津音乐学院);
- Nankai-Universität (南开大学);
- Pädagogische Universität Tianjin (天津师范大学);
- Polytechnische Universität Hebei (河北工业大学);
- Tianjin-Universität (天津大学);
- Universität für Wissenschaft und Technik Tianjin (天津科技大学).

## Hebei
- Hebei-Hochschule des Nordens (河北北方学院) in Zhangjiakou;
- Hebei-Universität (河北大学) in Baoding;
- Landwirtschaftliche Universität Hebei (河北农业大学) in Baoding;
- Pädagogische Universität Hebei (河北师范大学) in Shijiazhuang;
- Universität für Wissenschaft und Technik Hebei (河北科技大学) in Shijiazhuang;
- Yanshan-Universität (燕山大学) in Qinhuangdao.

## Shanxi
- Landwirtschaftliche Universität Shanxi (山西农业大学) in Taigu;
- Pädagogische Universität Shanxi (山西师范大学) in Linfen;
- Shanxi-Universität (山西大学) in Taiyuan;
- Technische Universität Taiyuan (太原理工大学) in Taiyuan;
- Universität für Wissenschaft und Technik Taiyuan (太原科技大学) in Taiyuan.

## Innere Mongolei
- Hochschule Chifeng (赤峰学院) in Chifeng;
- Hochschule Hulun Buir (呼伦贝尔学院) in Hailar;
- Kunsthochschule der Inneren Mongolei (内蒙古艺术学院) in Hohhot;
- Landwirtschaftliche Universität der Inneren Mongolei (内蒙古农业大学) in Hohhot;
- Medizinische Universität der Inneren Mongolei (内蒙古医科大学) in Hohhot;
- Nationalitäten-Hochschule Hohhot (呼和浩特民族学院) in Hohhot;
- Nationalitäten-Universität der Inneren Mongolei (内蒙古民族大学) in Tongliao;
- Pädagogische Hochschule Jining (集宁师范学院) in Jining;
- Pädagogische Universität der Inneren Mongolei (内蒙古师范大学) in Hohhot;
- Technische Universität der Inneren Mongolei (内蒙古工业大学) in Hohhot;
- Universität der Inneren Mongolei (内蒙古大学) in Hohhot;
- Universität für Wissenschaft und Technik der Inneren Mongolei (内蒙古科技大学) in Baotou.

## Liaoning
- Bohai-Universität (渤海大学) in Jinzhou;
- Dalian-Universität (大连大学) in Dalian;
- Fremdsprachenhochschule Dalian (大连外国语学院) in Dalian;
- Landwirtschaftliche Universität Shenyang (沈阳农业大学) in Shenyang;
- Liaoning-Universität (辽宁大学) in Shenyang;
- Lu-Xun-Hochschule der Künste (鲁迅美术学院) in Shenyang;
- Medizinische Universität Chinas (中国医科大学) in Shenyang;
- Nationalitäten-Hochschule Dalian (大连民族学院) in Dalian;
- Pädagogische Universität Liaoning (辽宁师范大学) in Dalian;
- Shenyang-Universität (沈阳大学) in Shenyang;
- Technische Universität Dalian (大连理工大学) in Dalian;
- Universität für Luft- und Raumfahrt Shenyang (沈阳航空航天大学) in Shenyang;
- Universität für Seewesen Dalian (大连海事大学) in Dalian;
- Universität für Wissenschaft und Technik Liaoning (辽宁科技大学) in Anshan;
- Universität Nordostchinas (东北大学) in Shenyang.

## Jilin
- Beihua-Universität (北华大学) in Jilin;
- Changchun-Universität (长春大学) in Changchun;
- Hochschule für Chemische Verfahrenstechnik (吉林化工学院) in Jilin;
- Hochschule für Wissenschaft und Technik der Landwirtschaft Jilin (吉林农业科技学院) in Jilin;
- Jilin-Universität (吉林大学) in Changchun;
- Landwirtschaftliche Universität Jilin (吉林农业大学) in Changchun;
- Pädagogische Hochschule Baicheng (白城师范学院) in Baicheng;
- Pädagogische Hochschule Tonghua (通化师范学院) in Tonghua;
- Pädagogische Universität Jilin (吉林师范大学) in Siping;
- Pädagogische Universität Nordostchinas (东北师范大学) in Changchun;
- Polizeihochschule Jilin (吉林警察学院) in Changchun;
- Sporthochschule Jilin (吉林体育学院) in Changchun;
- Technische Universität Changchun (长春理工大学) in Changchun;
- Universität für Wissenschaft und Technik Yanbian (延边科技大学) in Yanji;
- Yanbian-Universität (延边大学) in Yanji.

## Heilongjiang
- Fremdsprachenhochschule Heilongjiang (黑龙江外国语学院) in Harbin;
- Heilongjiang-Universität (黑龙江大学) in Harbin;
- Hochschule des Ostens Heilongjiang (黑龙江东方学院) in Harbin;
- Hochschule Heihe (黑河学院) in Heihe;
- Jiamusi-Universität (佳木斯大学) in Jiamusi;
- Landwirtschaftliche Universität Nordostchinas (东北农业大学) in Harbin;
- Pädagogische Hochschule Daqing (大庆师范学院) in Daqing;
- Pädagogische Hochschule Mudanjiang (牡丹江师范学院) in Mudanjiang;
- Pädagogische Universität Harbin (哈尔滨师范大学) in Harbin;
- Polytechnische Universität Harbin (哈尔滨工业大学) in Harbin;
- Qiqihar-Universität (齐齐哈尔大学) in Qiqihar;
- Technische Universität Harbin (哈尔滨理工大学) in Harbin;
- Universität für Forstwirtschaft Nordostchinas (东北林业大学) in Harbin;
- Universität für Ingenieurwesen Harbin (哈尔滨工程大学) in Harbin;
- Universität für Wissenschaft und Technik Heilongjiang (黑龙江科技大学) in Harbin.

## Jiangsu
- Chinesische Pharmazeutische Universität (中国药科大学) in Nanjing;
- Chinesische Universität für Bergbau und Technologie (中国矿业大学) in Xuzhou;
- Hohai-Universität (河海大学) in Nanjing;
- Jiangnan-Universität (江南大学) in Wuxi;
- Jiangsu-Universität (江苏大学) in Zhenjiang;
- Technische Hochschule Nanjing (南京工业大学) in Nanjing;
- Kunsthochschule Nanjing (南京艺术学院) in Nanjing;
- Landwirtschaftliche Universität Nanjing (南京农业大学) in Nanjing;
- Nanjing-Universität (南京大学) in Nanjing;
- Pädagogische Universität Jiangsu (江苏师范大学) in Xuzhou;
- Pädagogische Universität Nanjing (南京师范大学) in Nanjing;
- Soochow-Universität (苏州大学) in Suzhou;
- Technische Universität Nanjing (南京理工大学) in Nanjing;
- Universität für Leichtindustrie Wuxi (无锡轻工大学) in Wuxi;
- Universität für Luft- und Raumfahrt Nanjing (南京航空航天大学) in Nanjing;
- Universität für Wissenschaft und Technik Jiangsu (江苏科技大学) in Zhenjiang;
- Universität Südostchinas (东南大学) in Nanjing.
- Xi’an Jiaotong-Liverpool University (西交利物浦大学) in Suzhou.

## Zhejiang
- Chinesische Hochschule der Künste (中国美术学院) in Hangzhou;
- Fremdsprachenhochschule Zhejiang (浙江外国语学院) in Hangzhou;
- Hochschule für Wissenschaft und Technik Zhejiang (浙江科技大学) in Hangzhou;
- Hochschule Jiaxing (嘉兴学院) in Jiaxing;
- Hochschule Lishui (丽水学院) in Lishui;
- Ningbo-Universität (宁波大学) in Ningbo;
- Ozean-Hochschule Zhejiang (浙江海洋学院) in Zhoushan;
- Pädagogische Universität Hangzhou (杭州师范大学) in Hangzhou;
- Pädagogische Universität Zhejiang (浙江师范大学) in Jinhua;
- Polytechnische Universität Zhejiang (浙江工业大学) in Hangzhou;
- Shuren-Universität Zhejiang (浙江树人大学) in Hangzhou;
- Technische Universität Zhejiang (浙江理工大学) in Hangzhou;
- Universität für Land- und Forstwirtschaft Zhejiang (浙江农林大学) in Hangzhou;
- Wenzhou-Universität (温州大学) in Wenzhou;
- Zhejiang-Universität (浙江大学) in Hangzhou.

## Anhui
- Anhui-Universität (安徽大学) in Hefei;
- Chinesische Universität für Wissenschaft und Technik (中国科学技术大学) in Hefei;
- Fremdsprachenhochschule Anhui (安徽外国语学院) in Hefei;
- Hochschule für Traditionelle Chinesische Medizin Anhui (安徽中医学院) in Hefei;
- Hochschule Hefei (合肥学院) in Hefei;
- Landwirtschaftliche Universität Anhui (安徽农业大学) in Hefei;
- Medizinische Universität Anhui (安徽医科大学) in Hefei;
- Pädagogische Hochschule Anqing (安庆师范学院) in Anqing;
- Pädagogische Hochschule Hefei (合肥师范学院) in Hefei;
- Pädagogische Hochschule Huainan (淮南师范学院) in Huainan;
- Pädagogische Universität Anhui (安徽师范大学) in Wuhu;
- Pädagogische Universität Huaibei (淮北师范大学) in Huaibei;
- Polytechnische Universität Anhui (安徽工业大学) in Ma’anshan;
- Technische Universität Hefei (合肥工业大学) in Hefei;
- Technische Universität Anhui (安徽理工大学) in Huainan;
- Universität für Ingenieurwesen Anhui (安徽工程大学) in Wuhu.

## Fujian
- Fuzhou-Universität (福州大学) in Fuzhou;
- Hochschule für Ingenieurwesen Fujian (福建工程学院) in Fuzhou;
- Hochschule Sanming (三明学院) in Sanming;
- Jimei-Universität (集美大学) in Xiamen;
- Medizinische Universität Fujian (福建医科大学) in Fuzhou;
- Pädagogische Hochschule Ningde (宁德师范学院) in Ningde;
- Pädagogische Hochschule Quanzhou (泉州师范学院) in Quanzhou;
- Pädagogische Hochschule Zhangzhou (漳州师范学院) in Zhangzhou;
- Pädagogische Universität Fujian (福建师范大学) in Fuzhou;
- Technische Hochschule Minnan (闽南理工学院) in Quanzhou;
- Technische Hochschule Xiamen (厦门理工学院) in Xiamen;
- Universität der Übersee-Chinesen (华侨大学) in Quanzhou;
- Universität für Land- und Forstwirtschaft Fujian (福建农林大学) in Fuzhou;
- Xiamen-Universität (厦门大学) in Xiamen;
- Yang-En-Universität (仰恩大学) in Quanzhou.

## Jiangxi
- Luftfahrt-Universität Nanchang (南昌航空大学) in Nanchang;
- Nanchang-Universität (南昌大学) in Nanchang;
- Ostchinesische Jiaotong-Universität (华东交通大学) in Nanchang;
- Technische Universität Jiangxi (江西理工大学) in Ganzhou;
- Technische Universität Ostchina (东华理工大学) in Fuzhou.

## Shandong
- Chinesische Ozean-Universität (中国海洋大学) in Qingdao;
- Chinesische Universität für Erdölwesen (Ostchina) (中国石油大学(华东)) in Dongying und Qingdao;
- Jinan-Universität (济南大学) in Jinan;
- Landwirtschaftliche Universität Shandong (山东农业大学) in Tai’an;
- Liaocheng-Universität (聊城大学) in Liaocheng;
- Linyi-Universität (临沂大学) in Linyi;
- Ludong-Universität (鲁东大学) in Yantai;
- Mädchen-Hochschule Shandong (山东女子学院) in Jinan;
- Pädagogische Universität Qufu (曲阜师范大学) in Jining;
- Pädagogische Universität Shandong (山东师范大学) in Jinan;
- Qingdao-Universität (青岛大学) in Qingdao;
- Shandong-Universität (山东大学) in Jinan;
- Technische Universität Qingdao (青岛理工大学) in Qingdao;
- Technische Universität Shandong (山东理工大学) in Ningde;
- Universität für Wissenschaft und Technik Qingdao (青岛科技大学) in Qingdao;
- Universität für Wissenschaft und Technik Shandong (山东科技大学) in Qingdao;
- Yantai-Universität (烟台大学) in Yantai.

## Henan
- Henan-Universität (河南大学) in Kaifeng;
- Pädagogische Universität Henan (河南师范大学) in Xinxiang;
- Technische Universität Henan (河南理工大学) in Jiaozuo;
- Universität für Wissenschaft und Technik Henan (河南科技大学) in Luoyang;
- Zhengzhou-Universität (郑州大学) in Zhengzhou.

## Hubei
- Chinesische Universität für Geologie (中国地质大学) in Wuhan;
- Hochschule der Künste Hubei (湖北美术学院) in Wuhan;
- Hubei-Universität (湖北大学) in Wuhan;
- Jangtse-Universität (长江大学) in Jingzhou;
- Landwirtschaftliche Universität Zentralchina (华中农业大学) in Wuhan;
- Musikhochschule Wuhan (武汉音乐学院) in Wuhan;
- Nationalitäten-Hochschule Hubei (湖北民族学院) in Enshi;
- Nationalitäten-Universität Zentral- und Südchinas (中南民族大学) in Wuhan;
- Pädagogische Universität Zentralchinas (华中师范大学) in Wuhan;
- Technische Universität Wuhan (武汉理工大学) in Wuhan;
- Technische Universität Zentralchinas (华中理工大学) in Wuhan;
- Universität für Vermessungstechnik Wuhan (武汉测绘科技大学) in Wuhan;
- Universität für Wasser- und Energiewirtschaft Wuhan (武汉水利电力大学) in Wuhan;
- Universität für Wirtschaft und Recht Zentral- und Südchinas (中南财经政法大学) in Wuhan;
- Universität für Wissenschaft und Technik Zentralchina (华中科技大学) in Wuhan;
- Wuhan-Universität (武汉大学) in Wuhan.

## Hunan
- Erste Pädagogische Hochschule Hunan (湖南第一师范学院) in Changsha;
- Handelshochschule Hunan (湖南商学院) in Changsha;
- Hunan-Universität (湖南大学) in Changsha;
- Jishou-Universität (吉首大学) in Jishou;
- Landwirtschaftliche Universität Hunan (湖南农业大学) in Changsha;
- Medizinische Hochschule Changsha (长沙医学院) in Changsha;
- Pädagogische Hochschule Hengyang (衡阳师范学院) in Hengyang;
- Pädagogische Universität Hunan (湖南师范大学) in Changsha;
- Südchina-Universität (南华大学) in Hengyang;
- Technische Hochschule Hunan (湖南理工学院) in Yueyang;
- Technische Universität Changsha (长沙理工大学) in Changsha;
- Polytechnische Universität Hunan (湖南工业大学) in Zhuzhou;
- Universität für Wissenschaft und Technik der Landesverteidigung (国防科技大学) in Changsha;
- Universität für Wissenschaft und Technik Hunan (湖南科技大学) in Xiangtan;
- Universität Zentral- und Südchinas (中南大学) in Changsha;
- Xiangtan-Universität (湘潭大学) in Xiangtan.

## Guangdong
- Guangzhou-Universität (广州大学) in Guangzhou;
- Handelshochschule Guangdong (广东商学院) in Guangzhou;
- Hochschule der Künste Guangzhou (广州美术学院) in Guangzhou;
- Hochschule für Pharmakologie und Pharmazeutik Guangdong (广东药学院) in Guangzhou;
- Hochschule für Wissenschaft und Technik Foshan (佛山科学技术学院) in Foshan;
- Jinan-Universität (暨南大学), gegründet 1906, in Guangzhou;
- Landwirtschaftliche Universität Südchinas (华南农业大学), gegründet 1909, in Guangzhou;
- Medizinische Hochschule Guangzhou (广州医学院), in Guangzhou;
- Medizinische Universität des Südens (南方医科大学) in Guangzhou;
- Ozean-Universität Guangdong (广东海洋大学) in Zhanjiang;
- Pädagogische Universität Südchina (华南师范大学) in Guangzhou;
- Pädagogische Technik-Hochschule Guangdong (广东技术师范学院) in Guangzhou;
- Shantou-Universität (汕头大学) in Shantou;
- Shenzhen-Universität (深圳大学) in Shenzhen;
- Sporthochschule Guangzhou (广州体育学院) in Guangzhou;
- Süd-Universität für Wissenschaft und Technik (南方科技大学) in Shenzhen;
- Sun-Yat-sen-Universität (中山大学,  Zhōngshān Dàxué), gegründet 1924, in Guangzhou;
- Technische Universität Südchina (华南理工大学) in Guangzhou;
- Universität für Fremdsprachen und Außenhandel Guangdong (广东外语外贸大学) in Guangzhou;
- Polytechnische Universität Guangdong (广东工业大学) in Guangzhou;
- Universität für Traditionelle Chinesische Medizin und Pharmakologie Guangzhou (广州中医药大学), in Guangzhou;
- Wuyi-Universität (五邑大学) in Jiangmen;
- Xinghai-Musikhochschule (星海音乐学院) in Guangzhou;
- Zhongkai-Hochschule für Agraringenieurwesen (仲恺农业工程学院), gegründet 1927, in Guangzhou.

## Guangxi
- Fremdsprachenhochschule Guangxi【GFLS】 (广西外国语学院) in Nanning;
- Guangxi-Universität (广西大学) in Nanning;
- Hochschule Bose, (百色学院) in Bose;
- Hochschule für Raumfahrt-Industrie Guilin (桂林航天工业学院) in Guilin;
- Hochschule Hezhou (贺州学院) in Hezhou;
- Hochschule Qinzhou (钦州学院) in Qinzhou;
- Hochschule Wuzhou (梧州学院) in Wuzhou;
- Medizinische Hochschule Guilin (桂林医学院) in Guilin;
- Medizinische Universität Guangxi (广西医科大学) in Nanning;
- Nationalitäten-Universität Guangxi (广西民族大学) in Nanning;
- Pädagogische Hochschule Guangxi (广西师范学院) in Nanning;
- Pädagogische Hochschule Yulin (玉林师范学院) in Yulin;
- Pädagogische Nationalitäten-Hochschule Guangxi (广西民族师范学院) in Chongzuo;
- Pädagogische Universität Guangxi (广西师范大学) in Guilin;
- Technische Universität Guilin (桂林理工大学) in Guilin.

## Hainan
- Hainan-Universität (海南大学) in Haikou;
- Hochschule Qiongzhou (琼州学院) in Wuzhishan;
- Hochschule Sanya (三亚学院) in Sanya;
- Medizinische Hochschule Hainan, (海南医学院) in Haikou;
- Pädagogische Universität Hainan (海南师范大学) in Haikou.

## Chongqing
- Architektur-Universität Chongqing (重庆建筑大学);
- Chongqing-Universität (重庆大学), eröffnet 1929;
- Drei-Schluchten-Hochschule Chongqing (重庆三峡学院);
- Fremdsprachenhochschule Sichuan (四川外语学院), eröffnet 1950;
- Hochschule der Künste Sichuan (四川美术学院);
- Hochschule für Wissenschaft und Kunst Chongqing (重庆文理学院);
- Jiaotong-Universität Chongqing (重庆交通大学);
- Medizinische Universität Chongqing (重庆医科大学);
- Pädagogische Universität Chongqing (重庆师范大学);
- Pädagogische Yangtze-Universität (长江师范学院);
- Technische Universität Chongqing (重庆理工大学);
- Universität für Industrie und Handel Chongqing (重庆工商大学);
- Universität für Politikwissenschaft und Recht Südwestchinas (西南政法大学);
- Universität für Post und Telekommunikation Chongqing (重庆邮电大学);
- Universität für Wissenschaft und Technik Chongqing (重庆科技学院);
- Universität Südwestchinas (西南大学), eröffnet 1906;
- Zweite Pädagogische Hochschule Chongqing (重庆第二师范学院).

## Sichuan
- Jiaotong-Universität Südwestchinas (西南交通大学) in Chengdu;
- Landwirtschaftliche Universität Sichuan, (四川农业大学) in Ya’an;
- Medizinische Hochschule Guilin (桂林医学院) in Guilin;
- Musikhochschule Sichuan (四川音乐学院) in Chengdu;
- Nationalitäten-Hochschule Sichuan (四川民族学院) in Kangding;
- Nationalitäten-Universität Südwestchinas (西南民族大学) in Chengdu;
- Pädagogische Hochschule Chengdu (成都师范学院) in Chengdu;
- Pädagogische Universität Sichuan (四川师范大学) in Chengdu;
- Pädagogische Universität Westchina (西华师范大学) in Nanchong;
- Sichuan-Universität (四川大学) in Chengdu;
- Technische Hochschule Sichuan (四川理工学院) in Zigong;
- Technische Universität Chengdu (成都理工大学) in Chengdu;
- Universität für Elektrotechnik und Elektronik (电子科技大学) in Chengdu;
- Universität für Finanzwesen und Wirtschaft Südwestchinas (西南财经大学) in Chengdu;
- Westchina-Universität (西华大学) in Chengdu.

## Guizhou
- Guizhou-Universität (贵州大学) in Guiyang;
- Nationalitäten-Universität Guizhou (贵州民族大学) in Guiyang;
- Pädagogische Hochschule Guizhou (贵州师范学院) in Guiyang;
- Pädagogische Nationalitäten-Hochschule Qiannan (黔南民族师范学院) in Duyun;
- Pädagogische Universität Guizhou, (贵州师范大学) in Guiyang.

## Yunnan
- Forstwirtschaftliche Universität Südwestchinas (西南林业大学) in Kunming;
- Hochschule Dali (大理学院) in Dali;
- Hochschule Honghe (红河学院) in Mengzi;
- Landwirtschaftliche Universität Yunnan (云南农业大学) in Kunming;
- Medizinische Universität Kunming (昆明医科大学) in Kunming;
- Nationalitäten-Universität Yunnan (云南民族大学) in Kunming;
- Pädagogische Hochschule Chuxiong (楚雄师范学院) in Chuxiong;
- Pädagogische Universität Yunnan, (云南师范大学) in Kunming;
- Technische Universität Kunming (昆明理工大学) in Kunming;
- Yunnan-Universität (云南大学) in Kunming.

## Tibet
- Universität für tibetische Medizin (西藏藏医药大学) in Lhasa;
- Tibet-Universität (西藏大学) in Lhasa.

## Shaanxi
- Chang’an-Universität (长安大学) in Xi’an;
- Xi’an Universität für Architektur und Technologie（西安建筑科技大学）
- Fremdsprachenuniversität Xi’an (西安外国语大学) in Xi’an;
- Hochschule der Künste Xi’an (西安美术学院) in Xi’an;
- Internationale Universität Xi’an (西安外事学院) in Xi’an;
- Jiaotong-Universität Xi’an (西安交通大学) in Xi’an;
- Musikhochschule Xi’an (西安音乐学院) in Xi’an;
- Pädagogische Universität Shaanxi (陕西师范大学) in Xi’an;
- Polytechnische Universität Nordwestchinas (西北工业大学) in Xi’an;
- Technische Universität Xi’an (西安理工大学) in Xi’an;
- Tibetische Nationalitäten-Hochschule (西藏民族学院) in Xianyang;
- Universität für Elektrotechnik und Elektronik Xi’an, (西安电子科技大学) in Xi’an;
- Universität für Ingenieurwesen Xi’an (西安工程大学) in Xi’an;
- Universität für Politikwissenschaft und Recht Nordwestchinas (西北政法大学) in Xi’an;
- Universität für Wissenschaft und Technik Shaanxi (陕西科技大学) in Xi’an;
- Universität für Wissenschaft und Technik Xi’an (西安科技大学) in Xi’an;
- Universität Nordwestchinas (西北大学) in Xi’an;
- Yan’an-Universität (延安大学) in Yan’an.

## Gansu
- Jiaotong-Universität Lanzhou (兰州交通大学) in Lanzhou;
- Landwirtschaftliche Universität Gansu (甘肃农业大学) in Lanzhou;
- Lanzhou-Universität (兰州大学) in Lanzhou;
- Nationalitäten-Universität Nordwestchinas (西北民族大学) in Lanzhou;
- Pädagogische Universität Nordwestchinas (西北师范大学) in Lanzhou;
- Technische Universität Lanzhou (兰州理工大学) in Lanzhou.

## Qinghai
- Nationalitäten-Universität Qinghai (青海民族大学) in Xining;
- Pädagogische Universität Qinghai (青海师范大学) in Xining;
- Qinghai-Universität (青海大学) in Xining.

## Ningxia
- Medizinische Universität Ningxia (宁夏医科大学) in Yinchuan;
- Nationalitäten-Universität des Nordens (北方民族大学) in Yinchuan;
- Ningxia-Universität (宁夏大学) in Yinchuan;
- Pädagogische Hochschule Ningxia (宁夏师范学院) in Guyuan;
- Technische Hochschule Ningxia (宁夏理工学院) in Shizuishan.

## Xinjiang
- Hochschule Changji, (昌吉学院) in Changji;
- Kunsthochschule Xinjiang (新疆艺术学院) in Ürümqi;
- Landwirtschaftliche Universität Xinjiang (新疆农业大学) in Ürümqi;
- Medizinische Universität Xinjiang (新疆医科大学) in Ürümqi;
- Pädagogische Hochschule Ili (伊犁师范学院) in Gulja;
- Pädagogische Hochschule Kaschgar (喀什师范学院) in Kaschgar;
- Pädagogische Universität Xinjiang (新疆师范大学) in Ürümqi;
- Shihezi-Universität (石河子大学) in Shihezi;
- Tarim-Universität (塔里木大学) in Aral;
- Xinjiang-Universität (新疆大学) in Ürümqi.